# Tour du Béarn
Das Straßenradrennen Tour du Béarn war ein französischer Radsportwettbewerb, der als Etappenrennen veranstaltet wurde. Es fand in der gleichnamigen historischen französischen Provinz in der Nähe der Pyrenäen statt.

## Geschichte
Von 1963 bis 2009 wurde die Tour du Béarn als Etappenrennen von der Artisian Cycling Union organisiert. Die bergige Strecke umfasste insbesondere die Pässe Col d’Aubisque, Col du Soulor und Col de Marie-Blanque. Gegründet wurde das Rennen 1963 als Wettbewerb für Amateure und wurde nach Einführung der Einheitslizenz durch die Union Cycliste Internationale (UCI) für die Elite ausgetragen. 2009 fand es zum letzten Mal statt.

## Palmarès
- 1963  Bernard Labourdette
- 1964  Bernard Labourdette
- 1965  Alain Perriat
- 1966  Jean-Claude Daunat
- 1967  Luis Ocaña
- 1968  Pierre Martelozzo
- 1969  Claude Mazeaud
- 1970  Daniel Barjolin
- 1971  Jean Thomazeau
- 1972  Daniel Salles
- 1973  Didier Godet
- 1974  Hubert Arbès
- 1975  Gérard Simonnot
- 1976  Gilbert Duclos-Lassalle
- 1977  Pascal Simon
- 1978  Pascal Simon
- 1979  Dominique Arnaud
- 1980  Patrick Gagnier
- 1981  Didier Paponneau
- 1982  Bernard Pineau
- 1983  Sylvain Oskwarek
- 1984  Philippe Chaumontet
- 1985  Jean-Louis Peillon
- 1986  Fabrice Philipot
- 1987  Jean-Paul Garde
- 1988  Armand de Las Cuevas
- 1989  Jean-Luc Jonrond
- 1990  Richard Ferappy
- 1991  Pascal Andorra
- 1992  Bruno Thibout
- 1993  Pascal Berger
- 1994  Francis Bareille
- 1995  Philippe Bordenave
- 1996  Vincent Cali
- 1997  Denis Leproux
- 1998  Frédéric Delalande
- 1999  Martial Locatelli
- 2000 nicht ausgetragen
- 2001  Jean Mespoulède
- 2002  Carl Naibo
- 2003  Jérémy Roy
- 2004  Julien Loubet
- 2005  Nicolas Hartmann
- 2006  Léo Fortin
- 2007  Yannick Ricordel
- 2008  Geoffrey Soupe
- 2009  Loïc Herbreteau